# Pièce britannique décimale de deux pence
La pièce de 2 pence est une pièce de monnaie en circulation au Royaume-Uni. Elle vaut deux centièmes de livre sterling (0,02 £). Elle est en circulation depuis le 15 février 1971, jour de la décimalisation du système monétaire britannique.

## Caractéristiques
La pièce mesure 25,9 mm de diamètre pour 2,03 mm d'épaisseur. Elle pèse 7,12 g. À l'origine en bronze, elle est frappée en acier plaqué cuivre depuis septembre 1992 en raison de la hausse des prix du métal, qui rendait la valeur nominale des pièces inférieure à la valeur du métal dont elles étaient composées.

## Dessin

L'emblème du prince de Galles figure au revers des pièces de 2 pence jusqu'en 2008.

Depuis 1971, l'avers de la pièce représente le profil de la reine Élisabeth II, tourné vers la droite et entouré de l'inscription elizabeth ii d g reg f d, soit « Elizabeth II dei gratia regina fidei defensor » (« Élisabeth II, par la grâce de Dieu reine et défenseur de la foi »). Jusqu'en 1984, il s'agit du dessin d'Arnold Machin, sur lequel la reine porte la tiare « Girls of Great Britain and Ireland ». Il est remplacé en 1985 par un dessin de Raphael Maklouf sur lequel la reine porte le diadème d'État de Georges IV. Ce dessin est à son tour remplacé par celui de Ian Rank-Broadley (en) en 1998. La reine y porte de nouveau la tiare « Girls of Great Britain and Ireland ».
Le revers original, dessiné par Christopher Ironside, représente le badge héraldique du prince de Galles : trois plumes d'autruche entourées d'une couronne, avec la devise ich dien (« je sers »). Il est remplacé en 2008 par une partie des armoiries royales, suivant le modèle conçu par Matthew Dent. Il est nécessaire de réunir les six pièces de 1 penny à 50 pence pour former les armoiries complètes.